# Ellisina antarctica
Ellisina antarctica är en mossdjursart som beskrevs av Anna B. Hastings 1945. Ellisina antarctica ingår i släktet Ellisina och familjen Calloporidae. Inga underarter finns listade i Catalogue of Life.